# Zorro's Fighting Legion
Zorro’s Fighting Legion (bra: A Legião de Combate do Zorro) é uma produção estadunidense, de 1939, seriado em 12 episódios, gênero aventura e faroeste, dirigida por John English e William Witney, roteirizado por Ronald Davidson, Franklin Adreon, Morgan Cox, Sol Shor e Barney A. Sarecky. Foi o 16º dos 66 seriados produzidos pela Republic Pictures, e apresenta o ator Reed Hadley como o Zorro, personagem criado em 1919 pelo escritor pulp Johnston McCulley. Veiculou nos cinemas estadunidenses a partir de 16 de dezembro de 1939.
Uma marca deste seriado é o desaparecimento súbito de pelo menos um informante em cada episódio. A direção era idêntica para cada morte de informantes, criando uma fonte de humor involuntário: cada informante, ao proferir a frase “Don Del Oro é...”, é baleado por uma seta de ouro e morre antes de ser capaz de nomear o alter ego dos vilões. O seriado também é incomum por apresentar um personagem histórico real, o presidente mexicano Benito Juárez, que aparece como um personagem menor.

## Sinopse
O misterioso Don Del Oro, um ídolo dos índios Yaquis, surge e ataca o comércio de ouro da República do México, planejamento assumir o território e tornar-se imperador. Um homem chamado Francisco é encarregado de uma legião de luta para combater a tribo Yaqui e proteger o ouro, mas ele é atacado por homens que trabalham para Don Del Oro. Zorro vem em sua ajuda, mas é tarde demais para ele. Parceiro de Francisco reconhece Zorro como o fidalgo Don Diego Vega. Francisco pede a Diego, como Zorro, para assumir a luta e derrotar Don Del Oro.
O "Z" flamejante se torna o sinal para que Zorro e seus companheiros se reúnam, para combater as vilanices do vilão Don Del Oro.

## Episódios
1. The Golden God
2. The Flaming Z
3. Descending Doom
4. The Bridge of Peril
5. The Decoy
6. Zorro to the Rescue
7. The Fugitive
8. Flowing Death
9. The Golden Arrow
10. Mystery Wagon
11. Face to Face
12. Unmasked

## Elenco
- Reed Hadley ....... Don Diego Vega/ Zorro
- Sheila Darcy ....... Volita
- William Corson ....... Ramón
- Leander De Cordova ....... Governador Felipe
- Edmund Cobb ....... Manuel Gonzalez
- John Merton ....... Comandante
- C. Montague Shaw ....... Juez Pablo
- Budd Buster ....... Juan
- Carleton Young ....... Benito Juárez
- Guy D'Ennery ....... Don Francisco
- Paul Marion....... Kala (como Paul Marian)
- Joe Molina ....... Tarmac, cacique Yaqui

## Produção
Zorro's Fighting Legion foi orçado em $137,826, mas seu custo final foi $144,419. Foi filmado entre 15 de setembro e 14 de outubro de 1939, sob o título provisório Return of Zorro, e foi a produção nº 898.

## Personagem Zorro
|                                  |  |                                        |
| Cena de The Mark of Zorro (1920) |  | Cena de Zorro's Fighting Legion (1939) |

A história toma algumas liberdades com a cronologia oficial do Zorro, uma vez que se passa em Baja, no México, em vez da Alta Califórnia. A data escolhida foi o ano de 1824, o que, por si só, estabelece que ela ocorre bem após aventuras de Zorro na Califórnia de Zorro, uma vez que o México teve a sua independência reconhecida em 1821.
A história toma algumas liberdades com a cronologia oficial do Zorro, uma vez que se passa em Baja, no México, em vez da Alta Califórnia. A data escolhida foi o ano de 1824, o que, por si só, estabelece que ela ocorre bem após aventuras de Zorro na Califórnia de Zorro, uma vez que o México teve a sua independência reconhecida em 1821.
O seriado mistura capa e espada com faroeste, nele Dom Diego usa espada, chicote e armas de fogo, e ao invés do cavalo negro Tornado, possui um cavalo branco. O herói aparece com um cavalo branco chamado Fantasma na segunda temporada da série da Disney de 1957, e um outro cavalo branco no desenho japonês Kaiketsu Zorro de 1996, com o nome de Viento.
Zorro veste uma máscara do disfarce, ao invés do bandana tradicional; os personagens Don Alejandro Vega (pai de Don Diego) e Bernardo também estão ausentes. No entanto, esta história é apresentada como mais uma aventura de Zorro, uma sequência para a história original tradicional "Mark of Zorro", originalmente estrelado por Douglas Fairbanks e Noah Beery, Sr., que seria refilmado um ano depois de Zorro's Fighting Legion, com Tyrone Power e Basil Rathbone: Don Diego está visitando o México, e o seriado intencionalmente não reconta a história de Zorro; em vez disso, mostra Zorro visitando o México porque a sua ajuda é necessária lá. O povo do México reconhece imediatamente Zorro quando ele aparece pela primeira vez, sugerindo fortemente que Zorro é um herói conhecido.
Idealizado pelo escritor norte-americano Johnston McCulley, a primeira aparição do lendário personagem Zorro aconteceu nas páginas da revista pulp All-Story Weekly, em 1919. Publicada em cinco edições, com o título de The Curse of Capistrano, a história acabou ganhando as telas do cinema no ano seguinte, no filme  The Mark of Zorro. Em seguida, em virtude do enorme sucesso do filme, a McCulley relançou a história sob o formato de um romance, que acabou recebendo o mesmo título do filme: The Mark of Zorro.
O personagem Zorro foi adaptado pela primeira vez pelo estúdio em 1936 em The Bold Caballero, estrelado pelo ator Robert Livingston, que naquele mesmo ano havia interpretado Don Loring/The Eagle, um herói californiano parecido com Zorro no seriado The Vigilantes Are Coming, que também foi possivelmente inspirado no filme The Eagle (1925), estrelado por Rudolph Valentino.
A Republic Pictures lançou vários seriados inspirados no Zorro: Zorro Rides Again, em 1937; Zorro's Fighting Legion, em 1939; Son of Zorro, em 1947; e Ghost of Zorro, em 1949. O seriado Daughter of Don Q apresenta a filha de Don Quantero, um herói parecido com Zorro, o título do seriado é uma referência ao filme Don Q, Son of Zorro de 1925, estrelado por Douglas Fairbanks, que seria uma sequência de The Mark of Zorro de 1920 e é levemente baseado no romance de 1909, Don Q.'s Love Story, escrito por Hesketh Hesketh-Prichard e sua mãe, Kate O'Brien Ryall Prichard. O personagem do livro, Don Quebranta Huesos, era uma espécie de Robin Hood espanhol, e Fairbanks interpreta Cesar, o filho de Don Diego Vega, personagem que ele mesmo interpretou no filme de 1920. O seriado Zorro's Black Whip, de 1944, foi estrelado por uma mulher, a The Black Whip interpretada por Linda Stirling e, apesar de levar o nome de Zorro no título, o personagem Zorro não aparece em nenhum momento no seriado e nem ao menos é citado. Os seriados Don Daredevil Rides Again, de 1951, e Man with the Steel Whip, de 1954, utilizaram cenas de arquivo relativas ao herói mascarado.

## Produtos derivados
Na França, o filme é adaptado em quadrinhos pela Éditions Mondiales Del Duca. Escrito por George Fronval e desenhado por Eugène Gire, foi lançado em duas partes na Coleção Hurrah!, no final de 1949 e início de 1950.